# مله
مله(به کردی: ملە، Mile) روستایی از توابع بخش زیویه در شهرستان سقز است که در استان کردستان ایران قرار دارد.

## جمعیت
این روستا در دهستان خورخوره واقع شده و براساس سرشماری سال ۱۳۸۵، جمعیت آن ۲۵۲ نفر (۴۶ خانوار) بوده‌است.